# جوزفین پتترسون
جوزفین پتترسون (انگلیسی: Josefin Pettersson؛ زادهٔ ۱۳ ژانویهٔ ۱۹۸۴) بازیکن هاکی روی یخ اهل سوئد است.